# Lista seriali telewizyjnych Filmowego Uniwersum Marvela (Marvel Television)
Seriale telewizyjne Filmowego Uniwersum Marvela (oryg. Marvel Cinematic Universe) są produkcjami telewizyjnymi o superbohaterach na podstawie komiksów wydawnictwa Marvel Comics produkowanymi w latach 2013–2020 przez Marvel Television i ABC Studios. Wyprodukowanych zostało trzynaście seriali, co daje w sumie 24 sezonów i 391 wyemitowanych odcinków.
W 2013 roku na antenie ABC zadebiutował pierwszy serial, Agenci T.A.R.C.Z.Y., który doczekał się siedmiu sezonów i został zakończony w 2020 roku. ABC wyemitowało również seriale Agentka Carter w latach 2015–2016 i Inhumans z premierą w 2017 roku. Powstał również krótkmotrażowy Agenci T.A.R.C.Z.Y.: Slingshot, który został udostępniony na stronie ABC.com w 2016 roku. W latach 2015–2019 powstało sześć seriali przy współopracy z serwisem Netflix: Daredevil, Jessica Jones, Luke Cage, Iron Fist, Defenders i Punisher. Powstały również Runaways (2017–2019) i Helstrom (2020) dla platformy Hulu i Cloak & Dagger (2018–2019) dla kanału Freeform. Seriale te spotkały się z przeważnie pozytywną oceną krytyków.
Seriale często nawiązywały do filmów, najbradziej Agenci T.A.R.C.Z.Y. i Agentka Carter, w których pojawiło się kilkoro aktorów występujących w filmach, a pomiędzy serialami tworzonymi dla platformy Netflix dochodziło do częstych crossoverów. Nie miały jednak one wpływu na wydarzenia w filmach. Studio planowało kolejne produkcje, ale pod koniec 2019 roku zostało włączone do Marvel Studios, które zajęło się wyłączną produkcją seriali dla franczyzy.

## Seriale ABC
| Tytuł                                                                     | Sezon | Sezon | Odcinki | Emisja | Showrunnerzy                                  | Przypisy                                 |
| ------------------------------------------------------------------------- | ----- | ----- | ------- | --- | --------------------------------------------- | ---------------------------------------- |
| Agenci T.A.R.C.Z.Y. Marvel’s Agents of S.H.I.E.L.D.                       |       | 1     | 22      | USA: 24 września 2013 – 13 maja 2014 ABC, 20 listopada 2014 Netflix POLSKA: 28 stycznia 2014 – 17 czerwca 2014 FOX, 3 marca 2015 – 23 lutego 2016 TVP1, 6 października 2017 Showmax | Jed Whedon, Maurissa Tancharoen, Jeffrey Bell | [ 1 ] [ 2 ] [ 3 ] [ 4 ] [ 5 ]            |
| Agenci T.A.R.C.Z.Y. Marvel’s Agents of S.H.I.E.L.D.                       |       | 2     | 22      | USA: 23 września 2014 – 12 maja 2015 ABC, 11 lipca 2015 Netflix POLSKA: 14 października 2014 – 16 czerwca 2015 FOX, 6 października 2017 Showmax                                     | Jed Whedon, Maurissa Tancharoen, Jeffrey Bell | [ 6 ] [ 7 ] [ 8 ] [ 5 ] [ 9 ]            |
| Agenci T.A.R.C.Z.Y. Marvel’s Agents of S.H.I.E.L.D.                       |       | 3     | 22      | USA: 29 września 2015 – 17 maja 2016 ABC POLSKA: 6 listopada 2015 – 24 czerwca 2016 FOX, 6 października 2017 Showmax                                                                | Jed Whedon, Maurissa Tancharoen, Jeffrey Bell | [ 5 ] [ 10 ] [ 11 ] [ 12 ] [ 13 ]        |
| Agenci T.A.R.C.Z.Y. Marvel’s Agents of S.H.I.E.L.D.                       |       | 4     | 22      | USA: 20 września 2016 – 16 maja 2017 ABC POLSKA: 8 grudnia 2016 – 10 czerwca 2017 FOX, 6 października 2017 Showmax                                                                  | Jed Whedon, Maurissa Tancharoen, Jeffrey Bell | [ 5 ] [ 14 ] [ 15 ] [ 16 ] [ 17 ] [ 18 ] |
| Agenci T.A.R.C.Z.Y. Marvel’s Agents of S.H.I.E.L.D.                       |       | 5     | 22      | USA: 1 grudnia 2017 – 18 maja 2018 ABC POLSKA: 3 grudnia 2017 – 20 maja 2018 Showmax                                                                                                | Jed Whedon, Maurissa Tancharoen, Jeffrey Bell | [ 5 ] [ 19 ] [ 20 ] [ 21 ]               |
| Agenci T.A.R.C.Z.Y. Marvel’s Agents of S.H.I.E.L.D.                       |       | 6     | 13      | USA: 10 maja 2019 – 2 sierpnia 2019 ABC | Jed Whedon, Maurissa Tancharoen, Jeffrey Bell | [ 22 ] [ 23 ]                            |
| Agenci T.A.R.C.Z.Y. Marvel’s Agents of S.H.I.E.L.D.                       |       | 7     | 13      | USA: 27 maja 2020 – 12 sierpnia 2020 ABC | Jed Whedon, Maurissa Tancharoen, Jeffrey Bell | [ 24 ] [ 25 ] [ 26 ] [ 27 ]              |
| Agentka Carter Marvel’s Agent Carter                                      |       | 1     | 8       | USA: 6 stycznia 2015 – 24 lutego 2015 ABC POLSKA: 19 maja 2015 – 7 lipca 2015 FOX                                                                                                   | Tara Butters, Michele Fazekas, Chris Dingess  | [ 28 ] [ 29 ]                            |
| Agentka Carter Marvel’s Agent Carter                                      |       | 2     | 10      | USA: 19 stycznia 2016 – 1 marca 2016 ABC POLSKA: 11 marca 2016 – 8 kwietnia 2016 FOX                                                                                                | Tara Butters, Michele Fazekas, Chris Dingess  | [ 10 ] [ 30 ] [ 31 ]                     |
| Agenci T.A.R.C.Z.Y.: Slingshot Marvel’s Agents of S.H.I.E.L.D.: Slingshot |       | 1     | 6       | USA: 13 grudnia 2016 ABC.com | Jed Whedon, Maurissa Tancharoen, Jeffrey Bell | [ 32 ]                                   |
| Inhumans Marvel’s Inhumans                                                |       | 1     | 8       | USA: 29 września 2017 – 10 listopada 2017 ABC POLSKA: 7 października 2017 – 11 listopada 2017 Showmax                                                                               | Scott Buck                                    | [ 5 ] [ 33 ] [ 34 ] [ 35 ] [ 36 ]        |

### Agenci T.A.R.C.Z.Y.(2013–2020)
Agenci T.A.R.C.Z.Y. (ang.: Marvel’s Agents of S.H.I.E.L.D.) – amerykański serial science-fiction na podstawie komiksowej organizacji szpiegowskiej S.H.I.E.L.D. stworzonej przez Stana Lee i Jacka Kirby’ego. Wyprodukowany został przez ABC Studios, Marvel Television oraz Mutant Enemy. Pomysłodawcami serialu są: Joss Whedon, Jed Whedon i Maurissa Tancharoen. Inspiracją do powstania serialu posłużył film krótkometrażowy Marvel One-Shot: Przedmiot 47. 7 maja 2015 roku, stacja ABC ogłosiła zamówienie 3 sezonu serialu z premierą w sezonie 2015–2016. 3 marca 2016 roku ogłoszono zamówienie 4 sezonu. 11 maja 2017 poinformowano, że stacja zamówiła 5 sezon. 14 maja 2018 roku serial otrzymał 6 sezon, a 16 listopada tego samego roku został on przedłużony o 7 sezon. 18 lipca 2019 roku poinformowano, że serial zostanie zakończony po siódmym sezonie.
Serial emitowany był od 24 września 2013 do 12 sierpnia 2020 roku na kanale ABC, natomiast w Polsce na kanałach Fox Polska od stycznia 2014 roku, TVP1 od marca 2015 i w serwisie Showmax od października 2017 roku.
W głównych rolach wystąpili: Clark Gregg jako Phil Coulson, który zagrał wcześniej w filmach FUM, Ming-Na Wen jako Melinda May, Brett Dalton jako Grant Ward, Chloe Bennet jako Skye, Iain De Caestecker jako Leo Fitz i Elizabeth Henstridge jako Jemma Simmons, w drugim sezonie dołączyli Nick Blood jako Lance Hunter i Adrianne Palicki jako Bobbi Morse / Mockingbird oraz od trzeciego sezonu również Henry Simmons jako Mack MacKenzie i Luke Mitchell jako Lincoln Campbell.

### Agentka Carter(2015–2016)
Agentka Carter (ang.: Marvel’s Agent Carter) – amerykański serial szpiegowski na podstawie postaci komiksowej Peggy Carter stworzonej przez Stana Lee i Jacka Kirby’ego. Wyprodukowany został przez ABC Studios, Marvel Television oraz F&B Fazekas & Butters. Pomysłodawcami serialu są Tara Butters i Michele Fazekas. Inspiracją do powstania serialu posłużył film krótkometrażowy Marvel One-Shots o tym samym tytule.
Jego premiera odbyła się 6 stycznia 2015 roku, w przerwie drugiego sezonu serialu Agenci T.A.R.C.Z.Y. na kanale ABC. Pierwszy sezon składa się on z ośmiu odcinków. 7 maja 2015 roku, stacja ABC ogłosiła zamówienie 2 sezonu serialu, który miał premierę 19 stycznia 2016. 12 maja 2016 roku stacja anulowała dalszą produkcję serialu.
W Polsce premiera odbyła się 19 maja 2015 roku na kanale Fox.
W głównych rolach występują: Hayley Atwell jako Peggy Carter, James D’Arcy jako Edwin Jarvis, Chad Michael Murray jako Jack Thompson i Enver Gjokaj jako Daniel Sousa oraz w pierwszym sezonie Shea Whigham jako Roger Dooley, a w drugim Wynn Everett jako Whitney Frost i Reggie Austin jako Jason Wilkes.

### Agenci T.A.R.C.Z.Y.: Slingshot(2016)
Agenci T.A.R.C.Z.Y.: Slingshot (org.: Marvel’s Agents of S.H.I.E.L.D.: Slingshot) – amerykański serial internetowy fantastycznonaukowy na podstawie komiksów wydawnictwa Marvel Comics opowiadający o fikcyjnej organizacji S.H.I.E.L.D. i postaci Yo-Yo Rodriguez. Produkowany jest przez ABC Studios i Marvel Television. Twórcą serialu jest Geoffrey Colo. W rolach głównych występują: Natalia Cordova-Buckley, Clark Gregg, Chloe Bennet, Jason O’Mara, Ming-Na Wen, Iain De Caestecker, Elizabeth Henstridge i Henry Simmons.
Serial dostępny jest od 13 grudnia 2016 roku na stronach ABC.com i marvel.com oraz na portalu YouTube.

### Inhumans(2017)
Inhumans (org.: Marvel’s Inhumans) – amerykański serial fantastycznonaukowy na podstawie serii komiksów o grupie superbohaterów o tej samej nazwie stworzonej przez Stana Lee i Jacka Kirby’ego. Za produkcję odpowiada ABC Studios, Marvel Television i IMAX. Za serial odpowiada Scott Buck. W rolach głównych występują: Anson Mount jako Black Bolt, Iwan Rheon jako Maximus, Serinda Swan jako Medusa, Ken Leung jako Karnak, Eme Ikwuakor jako Gordon, Isabelle Cornish jako Crystal, Mike Moh jako Triton, Sonya Balmores jako Auran i Ellen Woglom. Emisja serialu rozpoczął 29 września 2017 roku na kanale ABC, a poprzedzona została dwuodcinkową premierą w kinach IMAX 1 września tego samego roku. W Polsce serial miał premierę 7 października 2017 roku w serwisie Showmax. Serial składa z ośmiu odcinków.
Początkowo Marvel Studios planowało film kinowy w III Fazie Uniwersum z premierą w 2018 roku, później przeniesioną na 2019 rok. W kwietniu 2016 roku studio odłożyło film na inny termin, natomiast w listopadzie tego samego roku został zamówiony serial, który będzie realizowany w technologii IMAX. Zdjęcia do produkcji rozpoczęły się w marcu 2017 roku na Hawajach. 11 maja 2018 stacja ABC oficjalnie poinformowała o zakończeniu serialu.

## Seriale Netflix
| Tytuł                                | Sezon | Sezon | Odcinki | Emisja                                                                               | Showrunnerzy                  | Przypisy                           |
| ------------------------------------ | ----- | ----- | ------- | ------------------------------------------------------------------------------------ | ----------------------------- | ---------------------------------- |
| Daredevil Marvel’s Daredevil         |       | 1     | 13      | Stany Zjednoczone: 10 kwietnia 2015 Netflix Polska: 6 stycznia 2016 Netflix          | Steven S. DeKnight            | [ 49 ] [ 50 ] [ 51 ]               |
| Daredevil Marvel’s Daredevil         |       | 2     | 13      | Stany Zjednoczone: 18 marca 2016 Netflix Polska: 18 marca 2016 Netflix               | Douglas Petrie, Marco Ramirez | [ 50 ] [ 51 ] [ 52 ]               |
| Daredevil Marvel’s Daredevil         |       | 3     | 13      | Stany Zjednoczone: 19 października 2018 Netflix Polska: 19 października 2018 Netflix | Erik Oleson                   | [ 53 ] [ 54 ] [ 55 ]               |
| Jessica Jones Marvel’s Jessica Jones |       | 1     | 13      | Stany Zjednoczone: 20 listopada 2015 Netflix Polska: 6 stycznia 2016 Netflix         | Melissa Rosenberg             | [ 50 ] [ 56 ] [ 57 ]               |
| Jessica Jones Marvel’s Jessica Jones |       | 2     | 13      | Stany Zjednoczone: 8 marca 2018 Netflix Polska: 8 marca 2018 Netflix                 | Melissa Rosenberg             | [ 58 ] [ 59 ] [ 60 ]               |
| Jessica Jones Marvel’s Jessica Jones |       | 3     | 13      | Stany Zjednoczone: 14 czerwca 2019 Netflix Polska: 14 czerwca 2019 Netflix           | Melissa Rosenberg             | [ 61 ] [ 62 ]                      |
| Luke Cage Marvel’s Luke Cage         |       | 1     | 13      | Stany Zjednoczone: 30 września 2016 Netflix Polska: 30 września 2016 Netflix         | Cheo Hodari Coker             | [ 50 ] [ 63 ] [ 64 ]               |
| Luke Cage Marvel’s Luke Cage         |       | 2     | 13      | Stany Zjednoczone: 22 czerwca 2018 Netflix Polska: 22 czerwca 2018 Netflix           | Cheo Hodari Coker             | [ 65 ] [ 66 ]                      |
| Iron Fist Marvel’s Iron Fist         |       | 1     | 13      | Stany Zjednoczone: 17 marca 2017 Netflix Polska: 17 marca 2017 Netflix               | Scott Buck                    | [ 67 ] [ 68 ] [ 69 ]               |
| Iron Fist Marvel’s Iron Fist         |       | 2     | 10      | Stany Zjednoczone: 7 września 2018 Netflix Polska: 7 września 2018 Netflix           | Raven Metzner                 | [ 70 ] [ 71 ] [ 72 ] [ 73 ]        |
| Defenders Marvel’s The Defenders     |       | 1     | 8       | Stany Zjednoczone: 18 sierpnia 2017 Netflix Polska: 18 sierpnia 2017 Netflix         | Marco Ramirez                 | [ 74 ] [ 75 ] [ 76 ] [ 77 ] [ 78 ] |
| Punisher Marvel’s The Punisher       |       | 1     | 13      | Stany Zjednoczone: 17 listopada 2017 Netflix Polska: 17 listopada 2017 Netflix       | Steve Lightfoot               | [ 79 ] [ 80 ] [ 81 ]               |
| Punisher Marvel’s The Punisher       |       | 2     | 13      | Stany Zjednoczone: 18 stycznia 2019 Netflix Polska: 18 stycznia 2019 Netflix         | Steve Lightfoot               | [ 82 ] [ 83 ] [ 84 ]               |

### Daredevil(2015–2018)
Daredevil (ang. Marvel’s Daredevil) – amerykański serial science-fiction na podstawie postaci komiksowej o tej samej nazwie stworzonej przez Stana Lee i Billa Everetta. Produkowany jest on przez ABC Studios i Marvel Television, a dystrybuowany jest przez serwis Netflix. Premiera odbyła się 10 kwietnia 2015. W Polsce serial ten jest dostępny również na platformie Netflix od 6 stycznia 2016, kiedy to została ona uruchomiona na rynku polskim. 21 kwietnia 2015 roku został ogłoszony drugi sezon serialu z premierą 18 marca 2016 roku zarówno w Stanach Zjednoczonych i w Polsce. Twórcą serialu jest Steven S. DeKnight, który był również showrunnerem pierwszego sezonu. W drugim sezonie będzie pełnił rolę konsultanta i producenta, a rolę showrunnerów przejęli Douglasa Petrie’a i Marco Ramireza, z którymi współpracował przy pierwszym sezonie. Showrunnerem trzeciego sezonu jest Erik Oleson. 21 lipca 2016 roku zamówiono trzeci sezon z premierą 19 października 2018. W głównych rolach występują: Charlie Cox jako Matt Murdock, Elden Henson jako Foggy Nelson, Deborah Ann Woll jako Karen Page i Rosario Dawson jako Claire Temple oraz w pierwszym sezonie Vincent D’Onofrio jako Wilson Fisk, Bob Gunton jako Leland Owlsley, Ajjelet Zurer jako Vanessa Marianna, Toby Leonard Moore jako James Wesley i Vondie Curtis Hall jako Ben Urich. W drugim sezonie dołączyli Jon Bernthal jako Frank Castle, Élodie Yung jako Elektra Natchios i Stephen Rider jako Blake Tower. 29 listopada 2018 roku Netflix poinformował o zakończeniu serialu po trzecim sezonie.

### Jessica Jones(2015–2019)
Jessica Jones (ang. Marvel’s Jessica Jones) – amerykański serial science-fiction na podstawie postaci komiksowej o tej samej nazwie stworzonej przez Briana Michaela Bendisa i Michaela Gaydosa. Produkowany jest on przez ABC Studios i Marvel Television, a dystrybuowany jest przez serwis Netflix. Premiera odbyła się 20 listopada 2015 roku. W Polsce serial ten jest dostępny również na platformie Netflix od 6 stycznia 2016, kiedy to została ona uruchomiona na rynku polskim. 17 stycznia 2016 roku został ogłoszony drugi sezon serialu z premierą 8 marca 2018 roku, natomiast 12 kwietnia 2018 roku został zamówiony trzeci sezon z premierą 14 czerwca 2019. W rolach głównych występują: Krysten Ritter jako Jessica Jones, Mike Colter jako Luke Cage, David Tennant jako Kilgrave, Rachael Taylor jako Trish Walker, Carrie-Anne Moss jako Jeri Hogarth, Eka Darville jako Malcolm Ducasse, Wil Traval jako Will Simpson i Erin Moriarty jako Hope Shlottman. 18 lutego 2019 roku Netflix poinformował o zakończeniu serialu po trzecim sezonie.

### Luke Cage(2016–2018)
Luke Cage (ang. Marvel’s Luke Cage) – amerykański serial science-fiction na podstawie postaci komiksowej o tej samej nazwie stworzonej przez Archiego Goodwia i Johna Romitę. Produkowany jest on przez ABC Studios i Marvel Television, a dystrybuowany przez serwis Netflix. Za serial odpowiada Cheo Hodari Coker. Premiera serialu odbyła się 30 września 2016 roku w tym samym czasie w Stanach Zjednoczonych i w Polsce. 4 grudnia 2016 został ogłoszony drugi sezon serialu z premierą 22 czerwca 2018 roku. W rolach głównych występują: Mike Colter jako Luke Cage, Mahershala Ali jako Cornell Stokes / Cottonmouth, Alfre Woodard jako Mariah Dillard, Simone Missick jako Misty Knight, Theo Rossi jako Shades, Frank Whaley jako Rafael Scarfe i Rosario Dawson jako Claire Temple. 19 października 2018 roku Netflix poinformował o zakończeniu serialu po drugim sezonie.

### Iron Fist(2017–2018)
Iron Fist (ang. Marvel’s Iron Fist) – amerykański serial science-fiction na podstawie postaci komiksowej o tej samej nazwie stworzonej przez Roya Thomasa i Gila Kane’a. Produkowany jest on przez ABC Studios i Marvel Television, a dystrybuowany jest przez serwis Netflix. Pierwszy sezon składa się z 13 odcinków, które miały swoją premierę równocześnie w tym serwisie 17 marca 2017 roku. 21 lipca 2017 roku poinformowano, że został zamówiony drugi sezon serialu z premierą 7 września 2018 rokuref name=„:IF S2" />. Za serial odpowiada Scott Buck. W rolach głównych występują: Finn Jones jako Daniel Rand / Iron Fist, Jessica Henwick jako Colleen Wing, Tom Pelphrey jako Ward Meachum, Jessica Stroup jako Joy Meachum, Ramón Rodríguez jako Bakuto, Sacha Dhawan jako Davos, Rosario Dawson jako Claire Temple i David Wenham jako Harold Meachum. 12 października 2018 roku Netflix poinformował o zakończeniu serialu po drugim sezonie.

### Defenders(2017)
Defenders (ang. Marvel’s Defenders) – amerykański serial science-fiction na podstawie grupy komiksowych postaci o tej samej nazwie stworzonej przez Roya Thomasa i Rossa Andru. Jest to mini-seria wyprodukowana przez ABC Studios i Marvel Television, a dystrybuowana jest przez serwis Netflix. Serial składa się z 8 odcinków, które miały swoją premierę równocześnie w tym serwisie 18 sierpnia 2017 roku. Twórcą serialu jest Marco Ramirez. W rolach głównych występują: Charlie Cox jako Matt Murdock / Daredevil, Krysten Ritter jako Jessica Jones, Mike Colter jako Luke Cage, Finn Jones jako Daniel Rand / Iron Fist, Élodie Yung jako Elektra Natchios oraz Sigourney Weaver jako Alexandra.
Zdjęcia do serialu rozpoczęto pod koniec października 2016 roku, a zakończono w marcu 2017.

### Punisher(2017–2019)
Punisher (ang. Marvel’s The Punisher) – amerykański serial science-fiction na podstawie postaci komiksowej o tej samej nazwie stworzonej przez Gerry’ego Conwaya, Johna Romitę Sr. i Rossa Andru. Produkowany jest przez ABC Studios i Marvel Television, a dystrybuowany przez serwis Netflix. Jest on spin-offem serialu Marvel’s Daredevil, gdzie postać Punishera została przedstawiona w drugim sezonie produkcji. Serial składa się z 13 odcinków, które miały swoją premierę równocześnie w tym serwisie 17 listopada 2017 roku. 12 grudnia 2017 roku poinformowano, że serwis zamówił drugi sezon serialu z premierą 18 stycznia 2019 roku. Twórcą serialu i showrunnerem pierwszego sezonu jest Steve Lightfoot. W rolach głównych występują Jon Bernthal jako Frank Castle / Punisher, Ben Barnes jako Billy Russo, Amber Rose Revah jako Dinah Madani i Ebon Moss-Bachrach jako Micro. 18 lutego 2019 roku Netflix poinformował o zakończeniu serialu po drugim sezonie.

## Seriale Hulu
| Tytuł                                  | Sezon | Sezon | Odcinki | Emisja | Showrunnerzy                    | Przypisy                                        |
| -------------------------------------- | ----- | ----- | ------- | --- | ------------------------------- | ----------------------------------------------- |
| Runaways Marvel’s Runaways             |       | 1     | 10      | Stany Zjednoczone: 21 listopada 2017 – 9 stycznia 2018 Hulu Polska: 22 listopada 2017 – 10 stycznia 2018 Showmax | Josh Schwartz, Stephanie Savage | [ 5 ] [ 99 ] [ 100 ] [ 101 ] [ 102 ]            |
| Runaways Marvel’s Runaways             |       | 2     | 13      | Stany Zjednoczone: 21 grudnia 2018 Hulu Polska: 22 grudnia 2018 Showmax                                          | Josh Schwartz, Stephanie Savage | [ 103 ] [ 104 ]                                 |
| Runaways Marvel’s Runaways             |       | 3     | 10      | Stany Zjednoczone: 13 grudnia 2019 Hulu                                                                          | Josh Schwartz, Stephanie Savage | [ 105 ] [ 106 ]                                 |
| Cloak & Dagger Marvel’s Cloak & Dagger |       | 1     | 10      | Stany Zjednoczone: 7 czerwca 2018 – 2 sierpnia 2018 Freeform Polska: 8 czerwca 2018 – 3 sierpnia 2018 Showmax    | Joe Pokaski                     | [ 107 ] [ 108 ] [ 109 ] [ 110 ] [ 111 ] [ 112 ] |
| Cloak & Dagger Marvel’s Cloak & Dagger |       | 2     | 10      | Stany Zjednoczone: 4 kwietnia 2019 – 30 maja 2019 Freeform                                                       | Joe Pokaski                     | [ 113 ] [ 114 ] [ 115 ]                         |
| Helstrom                               |       | 1     | 10      | Stany Zjednoczone: 16 października 2020 Hulu                                                                     | Paul Zbyszewski                 | [ 116 ] [ 117 ]                                 |

### Runaways(2017–2019)
Runaways (oryg. Marvel’s Runaways) – amerykański serial science-fiction na podstawie grupy komiksowych postaci o tej samej nazwie stworzonej przez Briana Vaughana i Adriana Alphona. Jest on produkowany przez ABC Signature Studios i Marvel Television, a dystrybuowany przez serwis Hulu od 21 listopada 2017 roku. Twórcami serialu są Josh Schwartz i Stephanie Savage. W głównych rolach występują: Rhenzy Feliz jako Alex Wilder, Lyrica Okano jako Nico Minoru, Virginia Gardner jako Karolina Dean, Ariela Barer jako Gert Yorkes, Gregg Sulkin jako Chase Stein i Allegra Acosta jako Molly Hernandez.
W październiku 2014 roku Kevin Feige poinformował, że rozważane jest powstanie serialu na podstawie serii komiksów Runaways zamiast planowanego od kilku lat filmu. W sierpniu 2016 roku, Marvel Television poinformowało, że serwis Hulu zamówił pilot serialu, który nakręcony został w lutym 2017 roku. W maju 2017 roku serwis oficjalnie zamówił pierwszą serię składającą się z dziesięciu odcinków. 8 stycznia 2018 roku poinformowano, że został zamówiony drugi sezon serialu, z równoczesną premierą trzynastu docinków 21 grudnia 2018 roku. Natomiast 24 marca 2019 roku poinformowano, o zamówieniu trzeciego sezonu z premierą 13 grudnia 2019 roku. 18 listopada 2019 roku poinformowano, że będzie to zarazem ostatni sezon serialu.

### Cloak and Dagger(2018–2019)
Marvel’s Cloak and Dagger – amerykański serial fantastycznonaukowy na podstawie duetu komiksowych postaci o tej samej nazwie stworzonych przez Billa Mantlo i Eda Hannigaan. Wyprodukowany został przez ABC Signature Studios i Marvel Television, a emitowany jest na kanale Freeform od 7 czerwca 2018 roku. Za serial odpowiada Joe Pokaski. W rolach głównych występują: Olivia Holt jako Tandy Bowen / Dagger, Aubrey Joseph jako Tyrone Johnson / Cloak, Andrea Roth jako Melissa Bowen, Gloria Reuben jako Adina Johnson, Miles Mussenden jako Michael Johnson, Carl Lundstedt jako Liam, James Saito jako Bernard Sanjo i J.D. Evermore jako Connors.
W 2011 roku Jeph Loeb poinformował, że serial jest w trakcie rozwoju dla ABC Family. W kwietniu 2016 roku poinformowano, że stacja Freeform zamówiła serial na sezon 2016/17. W listopadzie 2016 roku zdecydowano się przesunąć premierę pierwszego sezonu na zimę 2018 roku. Zdjęcia do pierwszego sezonu rozpoczęto w lutym 2017 roku. Na początku kwietnia poinformowano, że pierwszy sezon będzie się składał z 10 odcinków. 20 lipca 2018 roku poinformowano, że został zamówiony drugi sezon serialu z premierą 4 kwietnia 2019 roku. 24 października 2019 roku poinformowano o zakończeniu serialu po dwóch sezonach.

### Helstrom(2020)
Helstrom – serial opowiadający o rodzeństwie Any i Daimona Helstromów, dzieci seryjnego mordercy. Wyprodukowany został przez Marvel Television i ABC Signature Studios. Showrunnerem serialu jest Paul Zbyszewski. W rolach głównych występują: Tom Austen jako Daimon Helstrom, Sydney Lemmon jako Ana Helstrom, Elizabeth Marvel jako Victoria Helstrom, Robert Wisdom jako Caretaker, June Carryl jako Louise Hastings, Ariana Guerra jako Gabriella Rosetti i Alain Uy jako Chris Yen.
Serial został zamówiony 1 maja 2019 roku przez serwis Hulu z premierą 16 października 2020 roku. 14 grudnia 2020 roku został on skasowany po pierwszym sezonie.

## Obsada i postacie powracające
Filmowe Uniwersum Marvela jest pewnego rodzaju ewenementem. Postacie i obsada wchodzące w jego skład pojawiają się zarówno w filmach, krótkometrażówkach i serialach. Swoje role powtarzają ci sami aktorzy. W serialach pojawiło się wielu aktorów z filmów FUM.
W serialu Agenci T.A.R.C.Z.Y. główne role grają Clark Gregg jako Phil Coulson, Ming-Na Wen jako Melinda May, Chloe Bennet jako Daisy Johnson / Quake, Iain De Caestecker jako Leo Fitz, Elizabeth Henstridge jako Jemma Simmons, Henry Simmons jako Alphonso „Mack” MacKenzie oraz Natalia Cordova-Buckley jako Elena „Yo–Yo” Rodriguez. We wcześniejszych sezonach w głównej obsadzie znaleźli się również: Brett Dalton jako Grant Ward, Nick Blood jako Lance Hunter, Adrianne Palicki jako Bobbie Morse, Luke Mitchell jako Lincoln Campbell i John Hannah jako Holden Radcliffe. Cordova-Buckley zagrała również tytułową rolę w spin-offie serialu Agenci T.A.R.C.Z.Y.: Slingshot. W serialu Agentka Carter główne role zagrali: Hayley Atwell jako Peggy Carter, James D’Arcy jako Edwin Jarvis, Chad Michael Murray jako Jack Thompson, Enver Gjokaj jako Daniel Sousa, Shea Whigham jako Roger Dooley, Reggie Austin jako Jason Wilkes i Wynn Everett jako Whitney Frost. Natomiast rodzinę królewska w serialu Inhumans zagrali Anson Mount jako Black Bolt, Iwan Rheon jako Maximus, Serinda Swan jako Medusa, Ken Leung jako Karnak, Eme Ikwuakor jako Gordon, Isabelle Cornish jako Crystal i Mike Moh jako Triton.
Gregg i Atwell wystąpili wcześniej w filmach i krótkometrażówkach uniwersum. Atwell pojawiła się również gościnnie w serialu Agenci T.A.R.C.Z.Y. Swoje role z filmów również powtórzyli: Samuel L. Jackson, Cobie Smulders, Jaimie Alexander, Maximiliano Hernández, William Sadler, Powers Boothe, Henry Goodman, Kenneth Choi, Neal McDonough, Dominic Cooper, Toby Jones oraz Titus Welliver, który wcześniej zagrał w krótkometrażówce Przedmiot 47. Natomiast Costa Ronin zagrał gościnnie młodszą wersję postaci Antona Vanko w serialu Agentka Carter, która została przedstawiona w filmie Iron Man 2.
Główne role w miniserialu platformy Netflix, Defenders, zagrali: Charlie Cox jako Matt Murdock / Daredevil, Krysten Ritter jako Jessica Jones, Mike Colter jako Luke Cage i Finn Jones jako Daniel Rand / Iron Fist. Cała czwórka aktorów pojawiła się we własnych serialach. W miniserii gościnie wystąpił również Jon Bernthal jako Frank Castle / Punisher, który wcześniej zagrał w serialu Daredevil. Zagrał on również we własnym serialu Punisher. Colter natomiast dodatkowo wystąpił w serialu Jessica Jones.
Wielu aktorów z seriali Netflixa wystąpiło w kilku produkcjach, są to między innymi: Rosario Dawson, Elden Henson, Deborah Ann Woll, Carrie-Anne Moss, Eka Darville, Rachael Taylor, Élodie Yung, Stephen Rider, Simone Missick, Jessica Henwick, Ramón Rodríguez, Rob Morgan, Wai Ching Ho, Royce Johnson, Parisa Fitz-Henley, Marquis Rodriguez i Tijuana Ricks.
Główne role w serialu Runaways zagrali: Rhenzy Feliz jako Alex Wilder, Lyrica Okano jako Nico Minoru, Virginia Gardner jako Karolina Dean, Ariela Barer jako Gert Yorkes, Gregg Sulkin jako Chase Stein i Allegra Acosta jako Molly Hernandez. Natomiast w tytułowych rolach w serialu Cloak & Dagger wystąpili Olivia Holt jako Tandy Bowen / Dagger i Aubrey Joseph jako Tyrone Johnson / Cloak.

## Odbiór

### Oglądalność
| Tytuł                                                 | Sezon | Sezon | Emisja w Stanach Zjednoczonych (dane w milionach widzów) | Emisja w Stanach Zjednoczonych (dane w milionach widzów) | Emisja w Stanach Zjednoczonych (dane w milionach widzów) |
| Tytuł                                                 | Sezon | Sezon | Premiera sezonu                                          | Finał sezonu                                             | Średnia wliczjąc widzów DVR                              |
| ----------------------------------------------------- | ----- | ----- | -------------------------------------------------------- | -------------------------------------------------------- | -------------------------------------------------------- |
| Agenci T.A.R.C.Z.Y. (Marvel’s Agents of S.H.I.E.L.D.) |       | 1     | 12,12                                                    | 5,45                                                     | 8,31                                                     |
| Agenci T.A.R.C.Z.Y. (Marvel’s Agents of S.H.I.E.L.D.) |       | 2     | 5,98                                                     | 3,88                                                     | 7,46                                                     |
| Agenci T.A.R.C.Z.Y. (Marvel’s Agents of S.H.I.E.L.D.) |       | 3     | 4,90                                                     | 3,03                                                     | 5,52                                                     |
| Agenci T.A.R.C.Z.Y. (Marvel’s Agents of S.H.I.E.L.D.) |       | 4     | 3,44                                                     | 2,08                                                     | 4,22                                                     |
| Agentka Carter (Marvel’s Agent Carter)                |       | 1     | 6,91                                                     | 4,02                                                     | 7,61                                                     |
| Agentka Carter (Marvel’s Agent Carter)                |       | 2     | 3,18                                                     | 2,35                                                     | 4.37                                                     |

### Oceny krytyków
| Serial                                                | Sezon | Sezon | Rotten Tomatoes     | Rotten Tomatoes | Rotten Tomatoes | Metacritic     | Metacritic     | Przypis         |
| Serial                                                | Sezon | Sezon | procent pozytywnych | ilość recenzji  | średnia         | ilość recenzji | średnia ważona | Przypis         |
| ----------------------------------------------------- | ----- | ----- | ------------------- | --------------- | --------------- | -------------- | -------------- | --------------- |
| Agenci T.A.R.C.Z.Y. (Marvel’s Agents of S.H.I.E.L.D.) |       | 1     | 88%                 | 72              | 7,8/10          | 33             | 74             | [ 139 ] [ 140 ] |
| Agenci T.A.R.C.Z.Y. (Marvel’s Agents of S.H.I.E.L.D.) |       | 2     | 91%                 | 33              | 7,7/10          | BRAK DANYCH    | BRAK DANYCH    | [ 141 ]         |
| Agenci T.A.R.C.Z.Y. (Marvel’s Agents of S.H.I.E.L.D.) |       | 3     | 100%                | 22              | 8,2/10          | BRAK DANYCH    | BRAK DANYCH    | [ 142 ]         |
| Agenci T.A.R.C.Z.Y. (Marvel’s Agents of S.H.I.E.L.D.) |       | 4     | 96%                 | 25              | 7,8/10          | BRAK DANYCH    | BRAK DANYCH    | [ 143 ]         |
| Agenci T.A.R.C.Z.Y. (Marvel’s Agents of S.H.I.E.L.D.) |       | 5     | 100%                | 23              | 7,9/10          | BRAK DANYCH    | BRAK DANYCH    | [ 144 ]         |
| Agenci T.A.R.C.Z.Y. (Marvel’s Agents of S.H.I.E.L.D.) |       | 6     | 93%                 | 15              | 7,7/10          | BRAK DANYCH    | BRAK DANYCH    | [ 145 ]         |
| Agenci T.A.R.C.Z.Y. (Marvel’s Agents of S.H.I.E.L.D.) |       | 7     | 100%                | 15              | 8/10            | BRAK DANYCH    | BRAK DANYCH    | [ 146 ]         |
| Agentka Carter (Marvel’s Agent Carter)                |       | 1     | 96%                 | 50              | 7,9/10          | 27             | 72             | [ 147 ] [ 148 ] |
| Agentka Carter (Marvel’s Agent Carter)                |       | 2     | 76%                 | 21              | 8/10            | BRAK DANYCH    | BRAK DANYCH    | [ 149 ]         |
| Inhumans (Marvel’s Inhumans)                          |       | 1     | 11%                 | 47              | 3,7/10          | 20             | 27             | [ 150 ] [ 151 ] |
| Daredevil (Marvel’s Daredevil)                        |       | 1     | 99%                 | 72              | 8,1/10          | 22             | 75             | [ 152 ] [ 153 ] |
| Daredevil (Marvel’s Daredevil)                        |       | 2     | 81%                 | 57              | 6,9/10          | 13             | 68             | [ 154 ] [ 155 ] |
| Daredevil (Marvel’s Daredevil)                        |       | 3     | 97%                 | 65              | 8,1/10          | 6              | 71             | [ 156 ] [ 157 ] |
| Jessica Jones (Marvel’s Jessica Jones)                |       | 1     | 94%                 | 80              | 8,2/10          | 32             | 81             | [ 158 ] [ 159 ] |
| Jessica Jones (Marvel’s Jessica Jones)                |       | 2     | 82%                 | 89              | 7/10            | 19             | 70             | [ 160 ] [ 161 ] |
| Jessica Jones (Marvel’s Jessica Jones)                |       | 3     | 73%                 | 40              | 6,4/10          | 7              | 65             | [ 162 ] [ 163 ] |
| Luke Cage (Marvel’s Luke Cage)                        |       | 1     | 90%                 | 72              | 8/10            | 30             | 79             | [ 164 ] [ 165 ] |
| Luke Cage (Marvel’s Luke Cage)                        |       | 2     | 85%                 | 62              | 7,2/10          | 13             | 64             | [ 166 ] [ 167 ] |
| Iron Fist (Marvel’s Iron Fist)                        |       | 1     | 20%                 | 85              | 4,2/10          | 21             | 37             | [ 168 ] [ 169 ] |
| Iron Fist (Marvel’s Iron Fist)                        |       | 2     | 55%                 | 47              | 5,7/10          | 6              | 39             | [ 170 ] [ 171 ] |
| Defenders (Marvel’s The Defenders)                    |       | 1     | 78%                 | 100             | 6,6/10          | 30             | 63             | [ 172 ] [ 173 ] |
| Punisher (Marvel’s The Punisher)                      |       | 1     | 67%                 | 79              | 6,7/10          | 20             | 55             | [ 174 ] [ 175 ] |
| Punisher (Marvel’s The Punisher)                      |       | 2     | 61%                 | 36              | 6,7/10          | 6              | 58             | [ 176 ] [ 177 ] |
| Runaways (Marvel’s Runaways)                          |       | 1     | 86%                 | 83              | 7,8/10          | 22             | 68             | [ 178 ] [ 179 ] |
| Runaways (Marvel’s Runaways)                          |       | 2     | 87%                 | 23              | 6,6/10          | BRAK DANYCH    | BRAK DANYCH    | [ 180 ]         |
| Runaways (Marvel’s Runaways)                          |       | 3     | 83%                 | 12              | 7,9/10          | BRAK DANYCH    | BRAK DANYCH    | [ 181 ]         |
| Cloak & Dagger (Marvel’s Cloak & Dagger)              |       | 1     | 89%                 | 54              | 7,5/10          | 15             | 68             | [ 182 ] [ 183 ] |
| Cloak & Dagger (Marvel’s Cloak & Dagger)              |       | 2     | 86%                 | 7               | 9,1/10          | BRAK DANYCH    | BRAK DANYCH    | [ 184 ]         |
| Helstrom                                              |       | 1     | 27%                 | 26              | 5/10            | 9              | 40             | [ 185 ] [ 186 ] |

## Anulowane projekty

### Most Wanted
W kwietniu 2015 roku ujawniono, że w przygotowaniu jest serial produkcji ABC Studios i Marvel Television z planowaną emisją na kanale ABC. Miał być to spin-off serialu Agenci T.A.R.C.Z.Y. z Nickiem Bloodem i Adrianne Palicki w rolach głównych zatytułowany Marvel’s Most Wanted. W maju 2015 roku, podczas prezentacji ramówki stacji, szef ABC, Paul Lee, potwierdził doniesienia o tych planach. Jednak ogłosił on, iż planowany spin-off na razie nie powstanie. W sierpniu 2015 roku poinformowano, że stacja zamówiła pilot serialu. Twórcami serialu mieli być Jeffrey Bell i Paul Zbyszewski. W styczniu 2016 roku do obsady dołączył Delroy Lindo jako Dominic Fortune. Zdjęcia do pilota serialu rozpoczęły się na początku 2016 roku, a zakończyły się w marcu tego samego roku. W marcu 2016 roku poinformowano, że Oded Fehr w nieznanej roli i Fernanda Andrade jako Christina Santos zagrają w pilocie serialu. W tym samym miesiącu ABC potwierdziło, że serial jest jedną z rozważanych produkcji dramatycznych z premierą w sezonie 2016/2017. 12 maja 2016 roku poinformowano, że ABC zrezygnowało z projektu.

### Damage Control
W październiku 2015 roku ujawniono, że w przygotowaniu jest serial Damage Control produkcji ABC Studios i Marvel Television z planowaną emisją na kanale ABC. Twórcą serialu miał być Ben Karlin. W styczniu 2016 roku, Lee poinformował, że Damage Control zostanie wyemitowany w 2016 roku. W grudniu 2019 roku poinformowano, że w wyniku przejęcia Marvel Television przez Marvel Studios, podjęto decyzję o zaprzestaniu dalszego rozwoju produkcji

### New Warriors
W sierpniu 2016 roku poinformowano, że Marvel Television razem z ABC Studios pracuje nad serialem komediowym na podstawie komiksów New Warriors, gdzie jednym z bohaterów ma być Doreen Green / Squirrel Girl. W kwietniu 2017 roku stacja Freeform zamówiła pierwszy sezon serialu, który miał się składać z 10 trzydziestominutowych odcinków. W listopadzie 2017 roku poinformowano, że serial nie zostanie wyemitowany przez stację Freeform, a Marvel poszukuje nowego kanału dystrybucji dla serialu. We wrześniu 2019 roku poinformowano, że projekt został anulowany.
Za pilot serialu odpowiadał Kevin Biegel, natomiast wyprodukowany on został przez ABC Signature Studios i Marvel Television. W głównych rolach obsadzeni zostali: Milana Vayntrub jako Doreen Green / Squirrel Girl, Derek Theler jako Craig Hollis / Mister Immortal, Jeremy Tardy jako Dwayne Taylor / Night Thrasher, Calum Worthy jako Robbie Baldwin / Speedball, Matthew Moy jako Zach Smith / Microbe oraz Kate Comer as Deborah Fields / Debrii.

### Ghost Rider
1 maja 2019 roku serwis Hulu zamówił serial z premierą w 2020 roku, opowiadający o Robbie Reyesie z Gabrielem Luną w tytułowej roli, który został przedstawiony w czwartym sezonie Agentów T.A.R.C.Z.Y. Na stanowisku showrunnera została zatrudniona Ingrid Escajeda. Za produkcję odpowiadać miały Marvel Television i ABC Signature Studios. We wrześniu tego samego roku poinformowano, że serwis zrezygnował z serialu.

### Inne
W kwietniu 2015 roku ujawniono, że w przygotowaniu jest serial produkcji ABC Studios i Marvel Television z planowaną emisją na kanale ABC. Produkcja ta miała dotyczyć nowej postaci z komiksów Marvel Comics i realizowana miała być przy współpracy ze scenarzystą Johnem Ridleyem. W maju 2015 roku, podczas prezentacji ramówki stacji, nie został przedstawiony tytuł tego serialu, mimo to, szef ABC, Paul Lee, potwierdził doniesienia o tych planach i że nowy serial jest w fazie rozwoju.
W styczniu 2016 roku, Lee poinformował, że poza Damage Control przygotowywany był drugi serial komediowy.
We wrześniu 2018 roku stacja ABC zobowiązała się do wyprodukowania serialu opowiadającego o grupie superbohaterek, którego twórcą i showrunnerem miał zostać Allan Heinberg.
W grudniu 2019 roku poinformowano, że w wyniku przejęcia Marvel Television przez Marvel Studios, podjęto decyzję o zaprzestaniu dalszego rozwoju produkcji tych seriali.